# Russellsche Antinomie

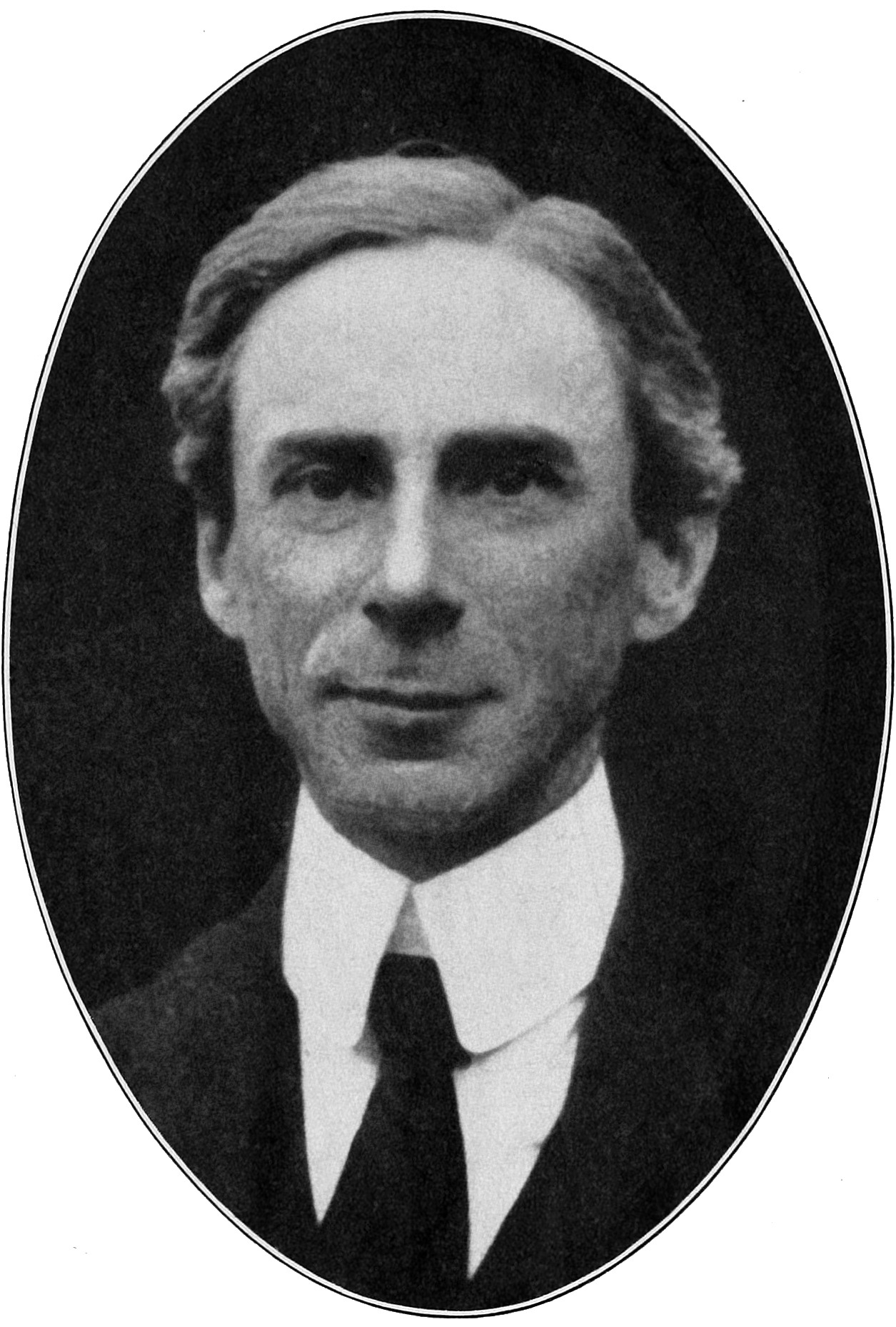
Namensgeber Bertrand Russell

Die Russellsche Antinomie oder auch Russellsche Paradoxie ist ein von Bertrand Russell und Ernst Zermelo entdecktes Paradoxon der naiven Mengenlehre, das Russell 1903 publizierte und das daher seinen Namen trägt.

## Begriff und Problematik
Russell bildete seine Antinomie mit Hilfe der „Klasse aller Klassen, die sich nicht selbst als Element enthalten“, die als Russellsche Klasse bezeichnet wird; er definierte sie formal folgendermaßen:
{\displaystyle R:=\{\,x\mid x\notin x\,\}}
Oft wird die Russellsche Klasse auch als „Menge aller Mengen, die sich nicht selbst als Element enthalten“ definiert; das entspricht der damaligen Mengenlehre, die noch nicht zwischen Klassen und Mengen unterschied. Die Russellsche Antinomie ist aber im Gegensatz zu den älteren Antinomien der naiven Mengenlehre (Burali-Forti-Paradoxon und Cantorsche Antinomien) rein logischer Natur und unabhängig von Mengenaxiomen. Daher hat sie besonders stark gewirkt und schlagartig das Ende der naiven Mengenlehre herbeigeführt.
Russell leitete seine Antinomie sinngemäß so ab: Angenommen,{\displaystyle \,R} enthalte sich selbst, dann gilt aufgrund der Klasseneigenschaft, mit der{\displaystyle \,R} definiert wurde, dass{\displaystyle \,R} sich nicht enthält, was der Annahme widerspricht. Angenommen, es gelte das Gegenteil und{\displaystyle \,R} enthalte sich nicht selbst, dann erfüllt{\displaystyle \,R} die Klasseneigenschaft, so dass{\displaystyle \,R} sich doch selbst enthält, entgegen der Annahme. Mathematisch drückt dies folgende widersprüchliche Äquivalenz aus:
{\displaystyle R\in R\iff R\notin R}
Zur Ableitung dieses Widerspruchs werden keine Axiome und Sätze der Mengenlehre benutzt, sondern außer der Definition nur Freges Abstraktionsprinzip, das Russell in seine Typentheorie übernahm:
{\displaystyle y\in \{\,x\mid A(x)\,\}\iff A(y)}

## Geschichte und Lösungen
Russell entdeckte sein Paradoxon Mitte 1901 bei der Beschäftigung mit der ersten Cantorschen Antinomie von 1897. Er veröffentlichte die Antinomie in seinem Buch The Principles of Mathematics 1903. Schon 1902 teilte er sie Gottlob Frege brieflich mit. Er bezog sich auf  Freges ersten Band der Grundgesetze der Arithmetik von 1893, in der Frege die Arithmetik auf ein mengentheoretisches Axiomensystem aufzubauen versuchte. Die Russellsche Antinomie zeigte, dass dieses Axiomensystem widersprüchlich war. Frege reagierte darauf im Nachwort des zweiten Bands seiner Grundgesetze der Arithmetik von 1903:

„Einem wissenschaftlichen Schriftsteller kann kaum etwas Unerwünschteres begegnen, als daß ihm nach Vollendung einer Arbeit eine der Grundlagen seines Baues erschüttert wird. In diese Lage wurde ich durch einen Brief des Herrn Bertrand Russell versetzt, als der Druck dieses Bandes sich seinem Ende näherte.“

Russell löste das Paradoxon bereits 1903 durch seine Typentheorie; in ihr hat eine Klasse stets einen höheren Typ als ihre Elemente; Aussagen wie „eine Klasse enthält sich selbst“, mit der er seine Antinomie bildete, lassen sich dann gar nicht mehr formulieren. Er versuchte also, da er an Freges Abstraktionsprinzip festhielt, das Problem durch eine eingeschränkte Syntax der zulässigen Klassen-Aussagen zu lösen.  Die eingeschränkte Syntax erwies sich aber als kompliziert und unzulänglich zum Aufbau der Mathematik und hat sich nicht dauerhaft durchgesetzt.
Parallel zu Russell entwickelte Zermelo, der die Antinomie unabhängig von Russell fand und schon vor Russells Publikation kannte, die erste axiomatische Mengenlehre mit uneingeschränkter Syntax. Das Aussonderungsaxiom dieser Zermelo-Mengenlehre von 1907 gestattet nur noch eine eingeschränkte Klassenbildung innerhalb einer gegebenen Menge. Er zeigte durch einen indirekten Beweis mit dieser Antinomie, dass die Russellsche Klasse keine Menge ist.  Sein Lösungsweg hat sich durchgesetzt. In der erweiterten Zermelo-Fraenkel-Mengenlehre (ZF), die heute als Grundlage der Mathematik dient, stellt zusätzlich das Fundierungsaxiom sicher, dass keine Menge sich selbst enthalten kann, so dass hier die Russellsche Klasse identisch mit der Allklasse ist.
Da die Russellsche Antinomie rein logischer Natur ist und nicht von Mengenaxiomen abhängt, ist schon auf der Ebene der widerspruchsfreien Prädikatenlogik erster Stufe beweisbar, dass die Russellsche Klasse als Menge nicht existent ist. Das macht folgende Argumentation einsichtig:
Die Aussage {\displaystyle y\in x\iff y\notin y} sei mit {\displaystyle \,{\mbox{R}}yx} abgekürzt.
Wir wollen zeigen: {\displaystyle \lnot \exists x.\,\forall y.\,\mathrm {R} yx}.
Nimmt man {\displaystyle \exists x.\,\forall y.\,\mathrm {R} yx} an, ergibt sich sofort {\displaystyle \exists x.\,\mathrm {R} xx}.
Das, also {\displaystyle \exists x.\,x\in x\iff x\notin x}, ist offensichtlich ein Widerspruch, also haben wir
{\displaystyle \,{\mbox{Es gibt kein }}x\colon {\mbox{Fuer alle }}y\colon (y\in x\iff y\notin y)}.
Dieser Satz bedeutet in der prädikatenlogischen Sprache: Es gibt keine Menge aller Mengen, die sich selbst nicht als Element enthalten. Er gilt in allen modernen axiomatischen Mengenlehren, die auf der Prädikatenlogik erster Stufe aufbauen, zum Beispiel in ZF. Er  gilt auch in der Neumann-Bernays-Gödel-Mengenlehre, in der aber die Russellsche Klasse als echte Klasse existiert. In der Klassenlogik von Oberschelp, die eine nachweislich widerspruchsfreie Erweiterung der Prädikatenlogik erster Stufe ist, können zudem beliebige Klassenterme zu beliebigen definierenden Aussagen gebildet werden; speziell ist dort auch die Russellsche Klasse ein korrekter Term mit beweisbarer Nichtexistenz. In diese Klassenlogik können Axiomensysteme wie die ZF-Mengenlehre eingebunden werden.
Da der Satz in einem direkten Beweis abgeleitet wurde, ist er auch in der intuitionistischen Logik gültig.

## Varianten der Russellschen Antinomie
Die Grelling-Nelson-Antinomie von 1908 ist ein durch die Russellsche Antinomie inspiriertes semantisches Paradoxon.
Es gibt zahlreiche populäre Varianten der Russellschen Antinomie. Am bekanntesten ist das Barbier-Paradoxon, mit dem Russell selbst 1918 seinen Gedankengang veranschaulichte und verallgemeinerte.
Currys Paradoxon von 1942 enthält als Spezialfall eine Verallgemeinerung der Russellschen Antinomie.